# گلوریا تروی
گلوریا د لس آنجلس تروینو رویز (زاده ۱۵ فوریه ۱۹۶۸)، معروف به گلوریا تروی (Gloria Trevi)تلفظ اسپانیایی: [ˈɡloɾja ˈtɾeβi])، خواننده، ترانه‌سرا، رقصنده، بازیگر، مجری تلویزیون، کارگردان موزیک ویدیو و تاجر زن مکزیکی است که به عنوان «دیوا عالی پاپ مکزیکی» شناخته می‌شود. از سال ۱۹۹۸، نام او با قبیله تروی-آندراد، سازمانی با مضامین فرقه مانند متهم به سوء استفاده جنسی، فساد خردسالان و استثمار کاری، به رهبری نماینده سابق تروی، سرجیو آندراد، مرتبط شده است.
گلوریا تروی که در مونتری، نوو لئون، مکزیک به دنیا آمد، مونتری را به مقصد مکزیکو سیتی ترک کرد تا حرفه موسیقی خود را دنبال کند.